# NaK
NaK es una aleación de sodio (Na) y potasio (K) que puede presentarse en estado líquido a temperatura ambiente. Este compuesto es altamente reactivo con el aire y el agua, y debe manejarse con especial precaución, pues cantidades tan pequeñas como un gramo, pueden provocar riesgo de incendio o explosión.

## Propiedades físicas
Las aleaciones con entre el 40% y el 60% de potasio son líquidas a temperatura ambiente. La mezcla con el menor punto de fusión (la mezcla eutéctica) consiste en el 78% de potasio y el 22% de sodio, que es líquida entre -12.6 y 785 °C,y posee una densidad de 866 kg/m³ a 21 °C y 855 kg/m³ a 100 °C.

## Usos

### Refrigerante
Uno de los usos más importantes de esta aleación es como refrigerante en los reactores de neutrones rápidos experimentales. A diferencia de las plantas comerciales, estas son a menudo desactivadas y vaciadas. El uso de otros materiales comunes en reactores, como plomo o sodio, requeriría el calentamiento continuado para mantenerlos en estado líquido. Este compuesto también se utiliza en muchas otras aplicaciones de transferencia de calor.
Los satélites radar soviéticos RORSAT obtenían la energía de un reactor refrigerado con NaK. Además del amplio rango de temperatura en estado líquido, este compuesto posee una presión de vapor muy baja, lo cual es una característica importante en el vacío. Parte de ese refrigerante ha tenido fugas, y pequeñas cantidades de NaK constituyen un peligroso tipo de basura espacial.

### Catalizador
Se utiliza como catalizador en numerosas reacciones, incluyendo precursores del ibuprofeno.

### Desecante
Tanto el sodio como el potasio se emplean como desecantes en el secado de disolventes antes de la destilación. Sin embargo, sin calor, el metal sólido solo es capaz de reaccionar en la superficie. La formación de óxido también reduce la reactividad. Al ser una aleación de metal líquido, el uso de NaK como desecante evita estos problemas.